# Литл-Арканзас
Литл-Арканзас (англ. Little Arkansas River) — река в центральной части штата Канзас (США), левый приток реки Арканзас. Длина реки составляет 206 км.

## География
Исток реки Литл-Арканзас находится в округе Элсуэрт (Канзас), в регионе Смоки-Хилс, немного севернее границы с округом Райс и города Дженесио, на высоте около 536 м. После этого река течёт в юго-восточном направлении, протекая по округам Райс, Харви, Рино, Мак-Ферсон и Седжуик. Она впадает в реку Арканзас на высоте 391 м в городе Уичито.
Площадь водосборного бассейна реки Литл-Арканзас — 3697 км² (по другим данным, 3626 км²). Помимо округов Элсуэрт, Райс, Харви, Рино, Мак-Ферсон и Седжуик, он также включает в себя часть округа Марион (Канзас).
Средний расход воды в районе населённого пункта Валли-Сентер — 4,43 м³/c (данные 2022 года).

## История
Реку Литл-Арканзас пересекала проложенная в 1821 году тропа Санта-Фе. Место переправы через реку находилось примерно в 8 км южнее нынешнего Уиндома.
В октябре 1865 года вблизи реки Литл-Арканзас представителями США и индейских племён были подписаны два документа, получившие известность как Литл-Арканзасский договор.
В 1974 году в городе Уичито, у впадения реки Литл-Арканзас в Арканзас, была воздвигнута 13,4-метровая статуя «Хранитель Великих равнин» (англ. The Keeper of the Plains).